# Nicola Hüsing
Nicola Hüsing (* 1969 in Rheda-Wiedenbrück) ist eine deutsche Chemikerin und Materialwissenschaftlerin.

## Leben und Wirken
Nicola Hüsing studierte von 1988 bis 1993 Chemie an der Julius-Maximilians-Universität Würzburg und schloss mit dem Diplom ab. Anschließend arbeitete sie an der Technischen Universität Wien und mit einem DAAD-Stipendium bei Jeffrey I. Zink an der University of California, Los Angeles. 1997 wurde sie an der Universität Würzburg bei Ulrich Schubert zum Dr. rer. nat. promoviert. 1997 bis 1998 arbeitete sie mit einem Erwin-Schrödinger-Stipendium des Fonds zur Förderung der wissenschaftlichen Forschung als Postdoktorand bei Charles Jeffrey Brinker an den Sandia National Laboratories und an der University of New Mexico in Albuquerque, New Mexico. Ab 1998 war sie wieder an der Technischen Universität Wien tätig. 2003 erlangte sie die Venia Legendi, habilitierte sich mit einer Arbeit über Mesoskopisch strukturierte poröse Schichten und wurde Assistenzprofessorin.
2004 bis 2010 war sie Ordentliche Professorin für Anorganische Chemie an der Universität Ulm. Seit 2010 ist sie Ordentliche Professorin für Materialchemie an der Paris-Lodron-Universität Salzburg. Seit 2012 ist sie außerdem Forschungsgruppenleiterin am Helmholtz-Institut Ulm. 2019 wurde sie vom Universitätsrat zur Vizerektorin für Forschung und Nachhaltigkeit gewählt. Mit dem Ende der Amtszeit von Rektor Hendrik Lehnert übernahm sie ab dem 1. Oktober 2023 gemeinsam mit Vizerektor Martin Weichbold die interimistische Leitung der Universität.

## Auszeichnungen und Ehrungen
- 1997: Harry-Kloepfer-Preis der Gesellschaft Deutscher Chemiker
- 2005: Donald Ulrich Award der International Sol-Gel Society, Los Angeles[3]
- 2011: Korrespondierenden Mitglied der Österreichischen Akademie der Wissenschaften
- 2015: Wirkliches Mitglied der Österreichischen Akademie der Wissenschaften[4]

## Schriften
- Funktionalisierte SiO2-Aerogele. Dissertation. Universität Würzburg 1997.
- mit Ulrich Schubert: Synthesis of inorganic materials. Wiley-VCH, Weinheim u. a. 2000, ISBN 3-527-29550-X. 3. Auflage 2012, ISBN 978-3-527-32714-0.
- mit Ulrich Schubert, Richard Laine (Hrsg.): Materials Syntheses. Progress in Inorganic and Organic Synthesis. Springer, Wien 2008, ISBN 978-3-211-75124-4.